# 獄卒克拉肯
《獄卒克拉肯》是一部2022年連載於《月刊BIG GANGAN》的日本漫畫，由與《斬！赤紅之瞳 零》同作者貴博和戸流ケイ製作的奇幻作品。

## 劇情
主角清水空磨正為尋找工作遇到困難而煩惱，就在此時突然穿越到另一個世界。異世界女孩將他從困境中解救出來並為他提供一份在只有女性的監獄——海獄城中擔任獄警的工作。然而，空磨在監獄裡遭到一名暴力女囚犯的攻擊面臨瀕臨死亡。正當空磨做好死亡覺悟的那一刻，遇见海之霸主·魔獸克拉肯並與其融合，從而獲得克拉肯的力量。空磨為了回應克拉肯想要拯救因陰謀而被判死刑的賽娜公主的願望，潛入海獄城擔任獄卒卻發現自己正面臨著與女囚犯的戰鬥。

## 登場角色

### 第九獄
清水空磨
本作主角，將死之際和海之霸主·魔獸克拉肯融合。
克拉瑪
海之霸主·魔獸克拉肯。
賽娜·索貝克
公主、空磨監管的囚犯之一。
瑪利亞
鬼族。
波琳娜
暗妖精族，因爆炸罪而刑法七年。
凱特
魔族，第九獄中刑法最高達999年的囚犯。
卡咪
虎人族，罪名不明。因要挾潘雅而被發派至海底懲罰房。

### 海獄城
艾希絲
海獄城城主兼監獄長。
潘雅
空磨遇見的第一位異世界人、前海獄城第九獄的獄卒，被卡咪要挾而帶空磨變成卡咪的新玩具。後來因囚犯要挾的事情而被監獄長艾希絲調職成為第八獄的獄卒。

## 出版書籍
| 卷數 | 史克威尔艾尼克斯 | 史克威尔艾尼克斯       | 青文出版社    | 青文出版社             |
| 卷數 | 發售日期         | ISBN                   | 發售日期      | ISBN                   |
| ---- | ---------------- | ---------------------- | ------------- | ---------------------- |
| 1    | 2023年4月25日    | ISBN 978-4-757-58537-9 | 2025年1月2日  | ISBN 978-6-263-99875-9 |
| 2    | 2023年9月25日    | ISBN 978-4-757-58814-1 | 2025年3月26日 | ISBN 978-6-264-22308-9 |
| 3    | 2024年3月25日    | ISBN 978-4-757-59125-7 | 2025年5月29日 | ISBN 978-6-264-22565-6 |
| 4    | 2024年10月25日   | ISBN 978-4-757-59487-6 |               |                        |
| 5    | 2025年4月24日    | ISBN 978-4-757-59822-5 |               |                        |

## 外部連結
- 月刊BIG GANGAN（日語）